# 2-氯-1-萘甲醛
2-氯-1-萘甲醛是一种有机化合物，化学式为C11H7ClO，它是氯萘甲醛的同分异构体之一。它可由2-四氢萘酮和三氯氧磷在二甲基甲酰胺中反应，得到2-氯-3,4-二氢-1-萘甲醛后和DDQ反应制得。它可以被硼氢化钠还原为2-氯-1-萘甲醇。